# Post SV Gera
Der Post SV Gera ist ein Mehrspartensportverein aus Gera in Thüringen. Er hat aktuell vier aktive Abteilungen (Handball, Fußball, Tischtennis, Casting). Die Handballer absolvieren ihre Heimspiele zum großen Teil in der Panndorfhalle in Gera. Die Fußballer spielen auf dem Postsportplatz, auf dem sich auch der Sitz des Vereins befindet.

## Abteilungen

### Handball
Die größte Abteilung ist die Abteilung Handball. Besonders die sehr gute Nachwuchsarbeit im männlichen Bereich, machte den Post SV Gera auch über die Landesgrenzen hinaus bekannt. Der Verein versucht beginnend bei den Minis alle Nachwuchsmannschaften zu trainieren. Diese Nachwuchsarbeit brachte immer wieder gute Talente hervor, die es bis in die 2. Bundesliga oder die 1. Schweizer Liga schafften. Der Verein setzt im Männerbereich immer wieder auf den eigenen Nachwuchs und spielte seit Anfang der 1990er Jahre in der höchsten Spielklasse Thüringens (Thüringenliga). Nach dem Abstieg aus der Thüringenliga in der Saison 2012/13 spielt die 1. Männermannschaft derzeit in der Landesliga Thüringen.

### Fußball
Die Abteilung Fußball des Post SV Gera ist ebenfalls ein Gründungsmitglied. Die Abteilung stellt derzeit die zweitgrößte Abteilung des Vereins dar. Die Heimspielstätte ist der Postsportplatz in Gera-Bieblach. Die Fußballer spielten zumeist auf Stadtebene oder auf regionaler Ebene in Ostthüringen. Die Mannschaft spielt derzeit in der Kreisliga (9. Liga). Die Abteilung engagiert sich ebenfalls in der Nachwuchsarbeit. Die Abteilung ist weiterhin seit 2013 Mitorganisator und Ausrichter des Geraer Oldieturniers.

### Tischtennis
Die Abteilung Tischtennis ist auch seit Gründung des Vereins beim Post SV Gera vertreten. Ebenso wie die Fußballer wird auf Stadt- oder regionaler Ebene gespielt. Momentan spielt die Erste Mannschaft der Abteilung in der Bezirksliga. Die Abteilung hat ebenfalls eigene Nachwuchsmannschaften und passive Spieler (Freizeitspieler).

### Ausdauerlauf
Seit dem 1. Januar 2016 gibt es die Abteilung Ausdauerlauf im Post SV Gera.